# Comuna Brańsk
Comuna Brańsk este o comună (în poloneză: gmina) rurală în powiat Bielsk, voievodatul Podlasia, Polonia.
Comuna acoperă o suprafață de 227,3 km² și are, potrivit datelor din anul 2006, o populație de 6.476.